# Annectacarus eksteeni
Annectacarus eksteeni är en kvalsterart som beskrevs av Coetzee 200. Annectacarus eksteeni ingår i släktet Annectacarus och familjen Lohmanniidae. Inga underarter finns listade i Catalogue of Life.